# Agathemera luteola
Agathemera luteola är en insektsart som beskrevs av Camousseight 2006. Agathemera luteola ingår i släktet Agathemera och familjen Agathemeridae. Inga underarter finns listade i Catalogue of Life.